# デスポーズ

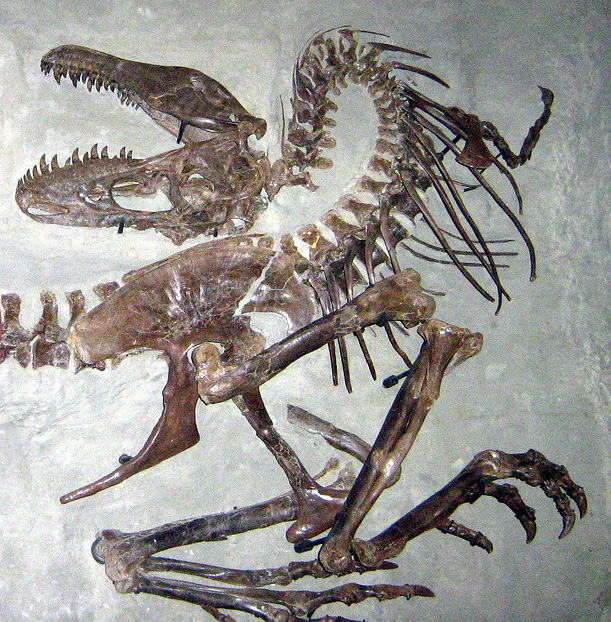
デスポーズを示すゴルゴサウルスの骨格。

デスポーズとは、恐竜や鳥類化石の骨格が示す特徴的な姿勢の俗称である。
恐竜や鳥類の骨格が連結した状態で見つかる場合、上体を仰け反らせ、尾を伸ばし、口を広く開けた状態で見つかることが多い。
生息年代や発見場所に関わらず確認される現象であることから、その原因は学術的な議論の対象になっている。当初は死亡したあとに頸部の背中側にある靭帯が乾燥・収縮するためとされていたが、死後硬直の一種である弓なり緊張 (後弓反張)を原因とする仮説もある。また、体が川や海で押し流された際の水流の影響  とする説も存在したが、上記の弓なり緊張説の中で、時代や場所を問わず同じ姿勢である点、手足が同じ方向を向いていない点を説明できないと指摘されている。

## デスポーズを示す骨格の例

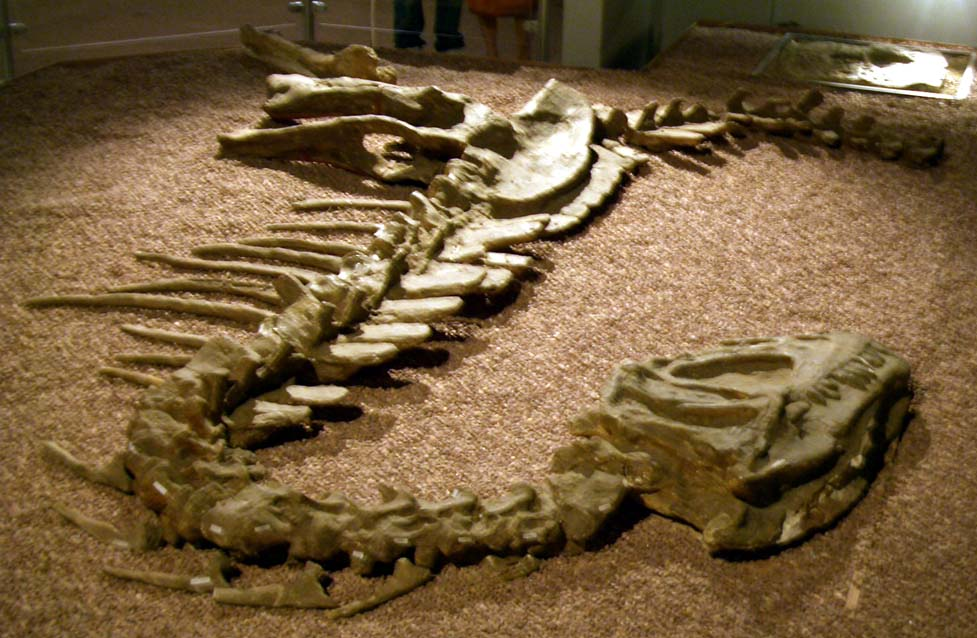
ヤンチュアノサウルス
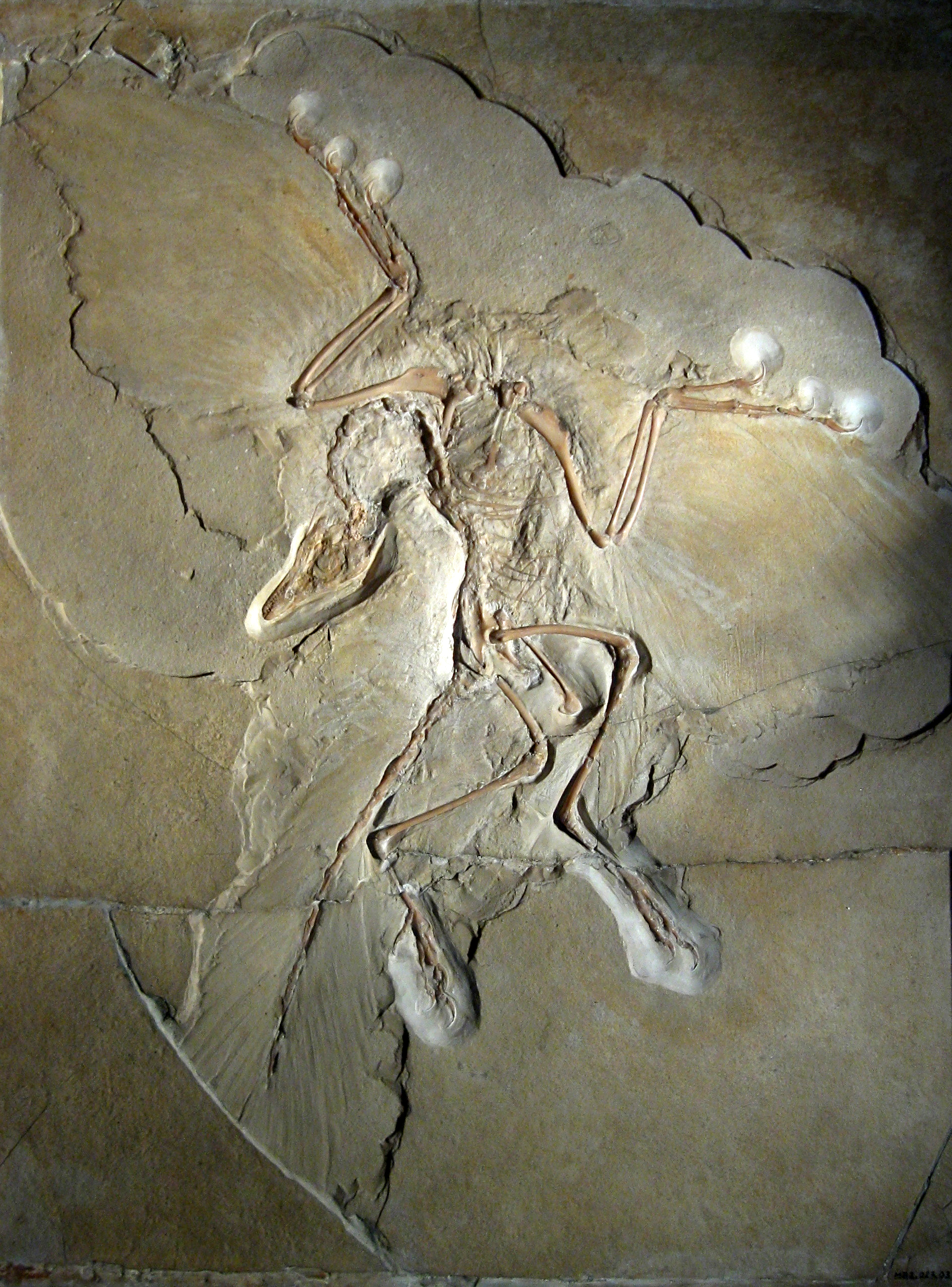
始祖鳥
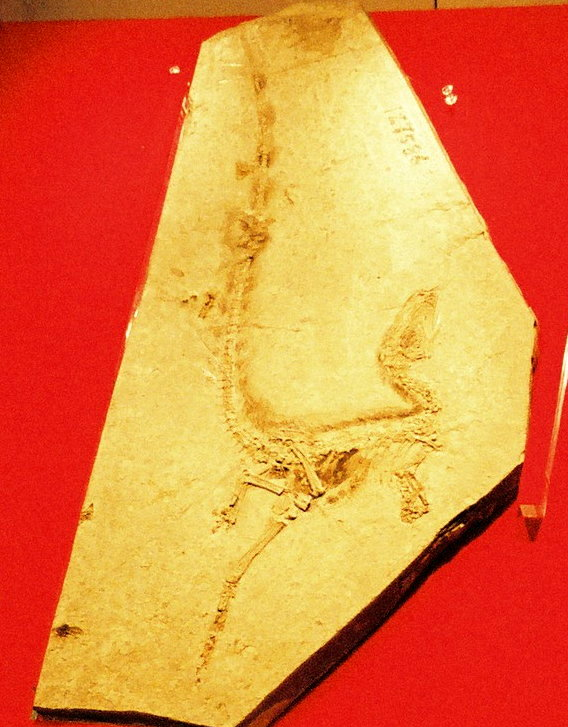
シノサウロプテリクス
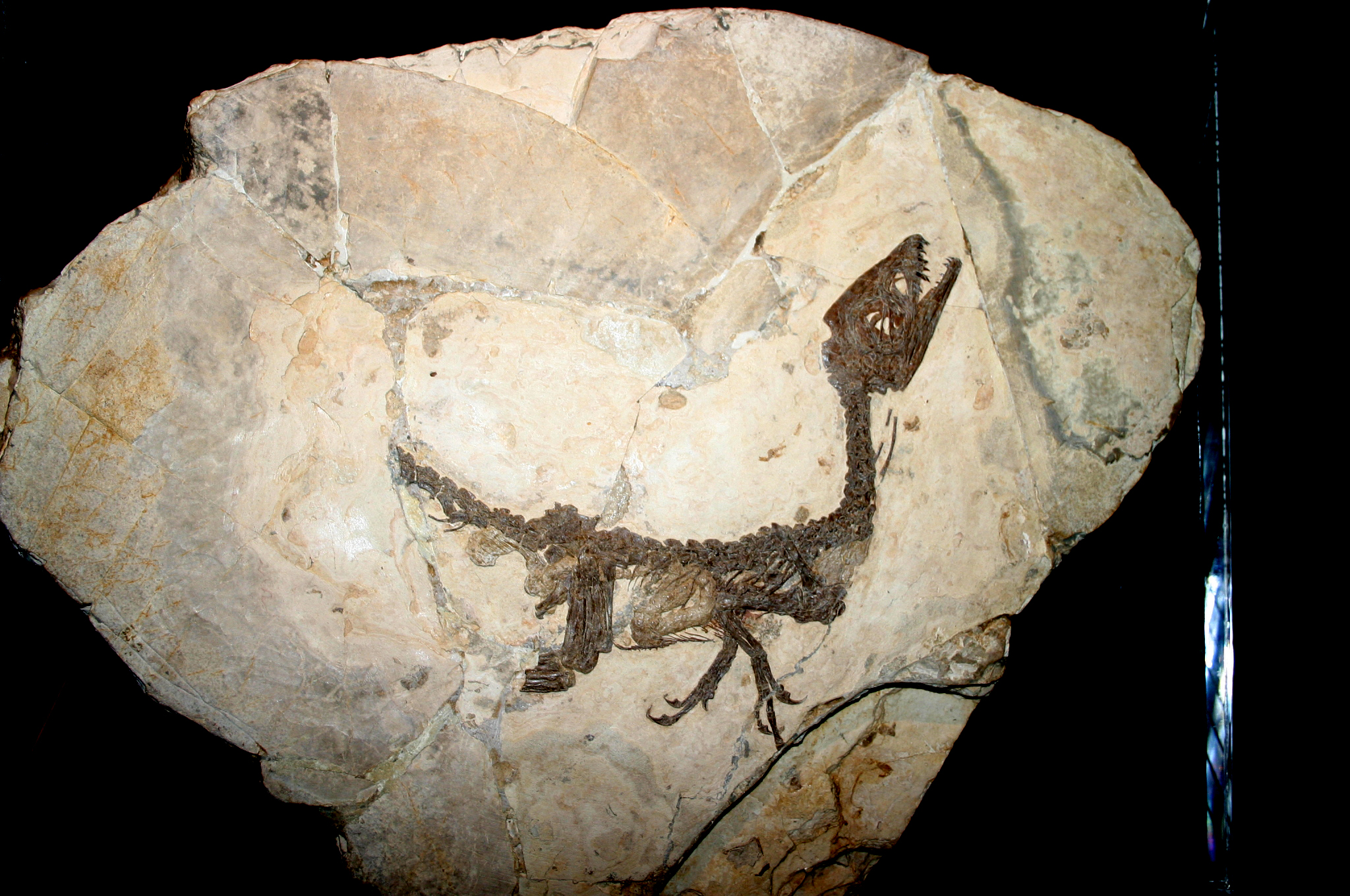
スキピオニクス
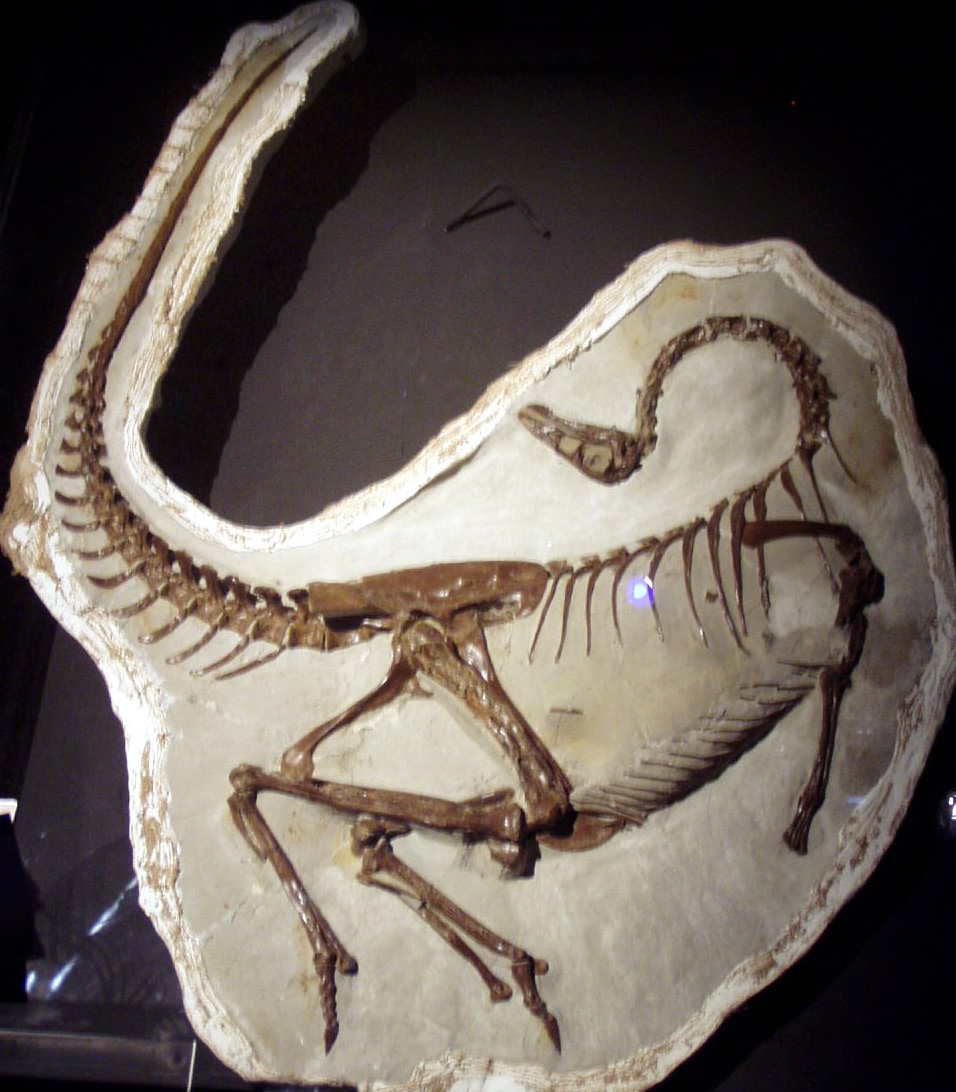
オルニトミムス
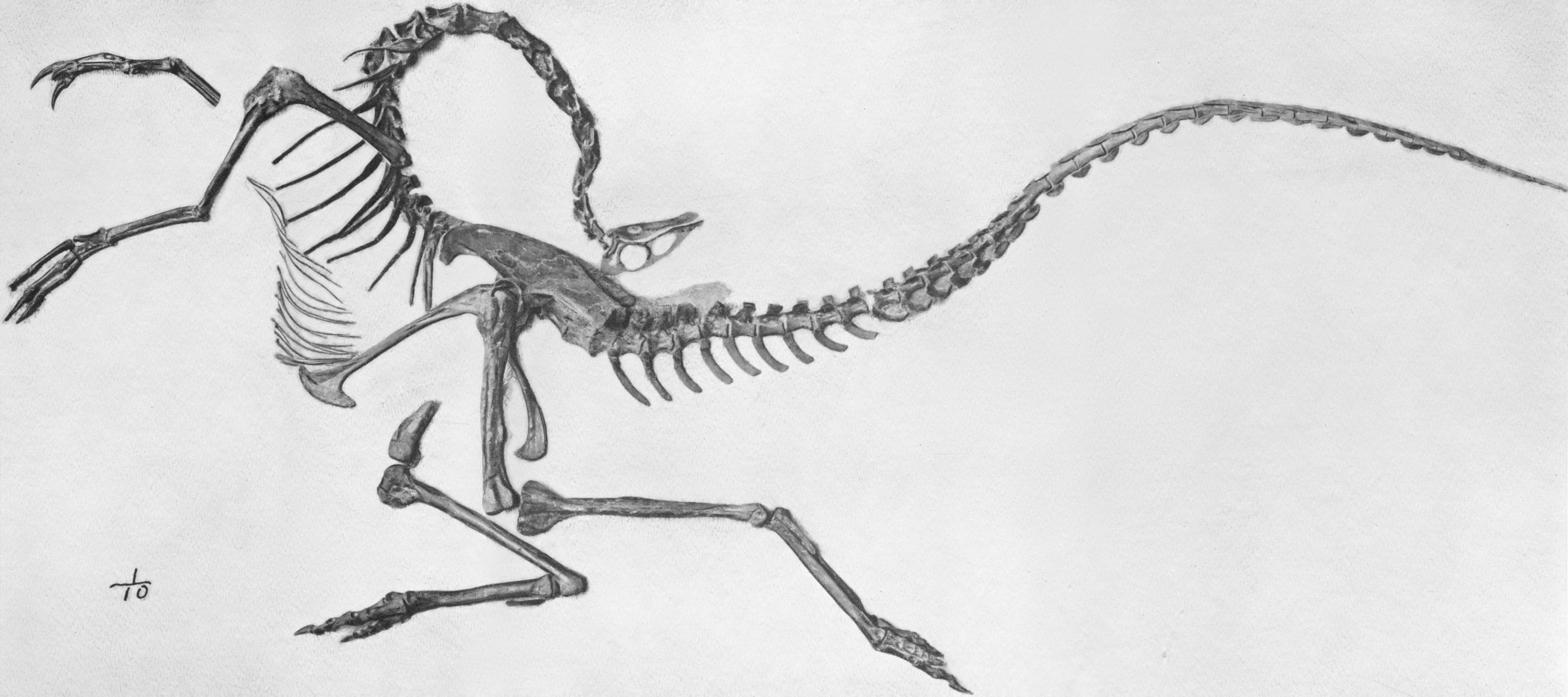
ストルティオミムス
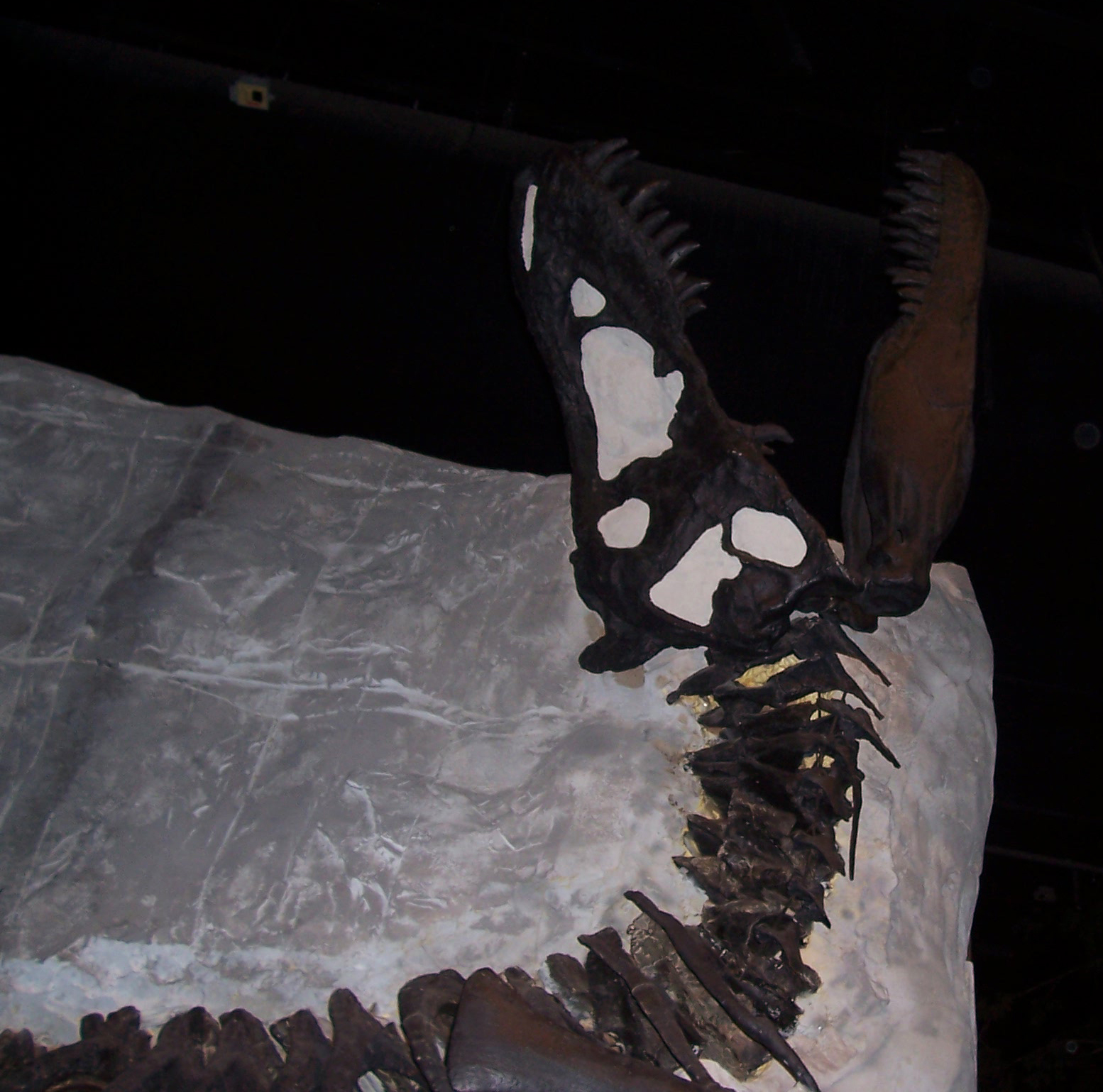
ティラノサウルス（ブラック・ビューティー）
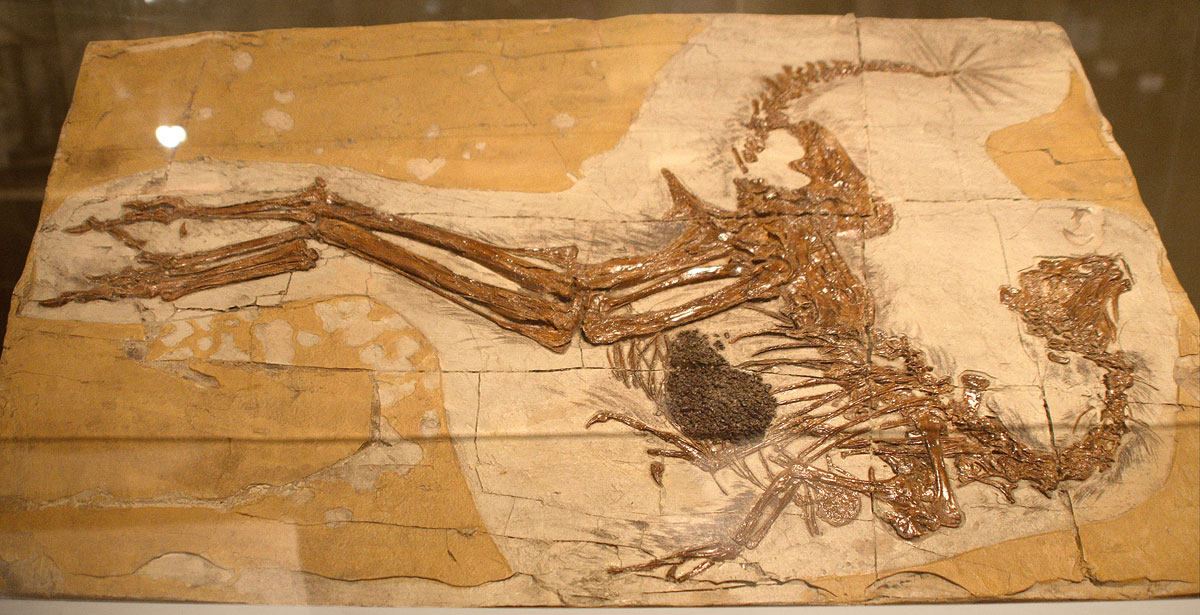
カウディプテリクス
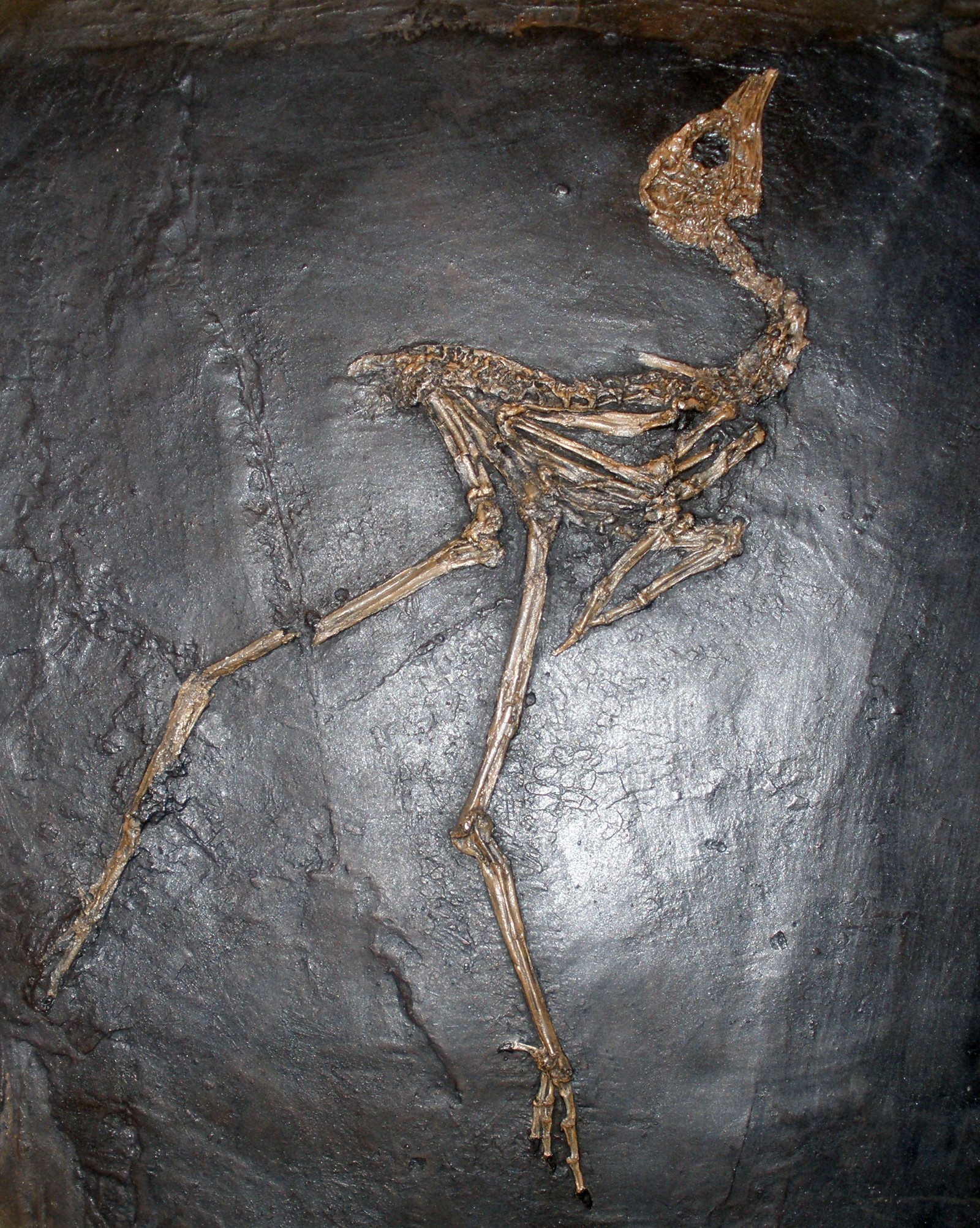
メッセロルニス
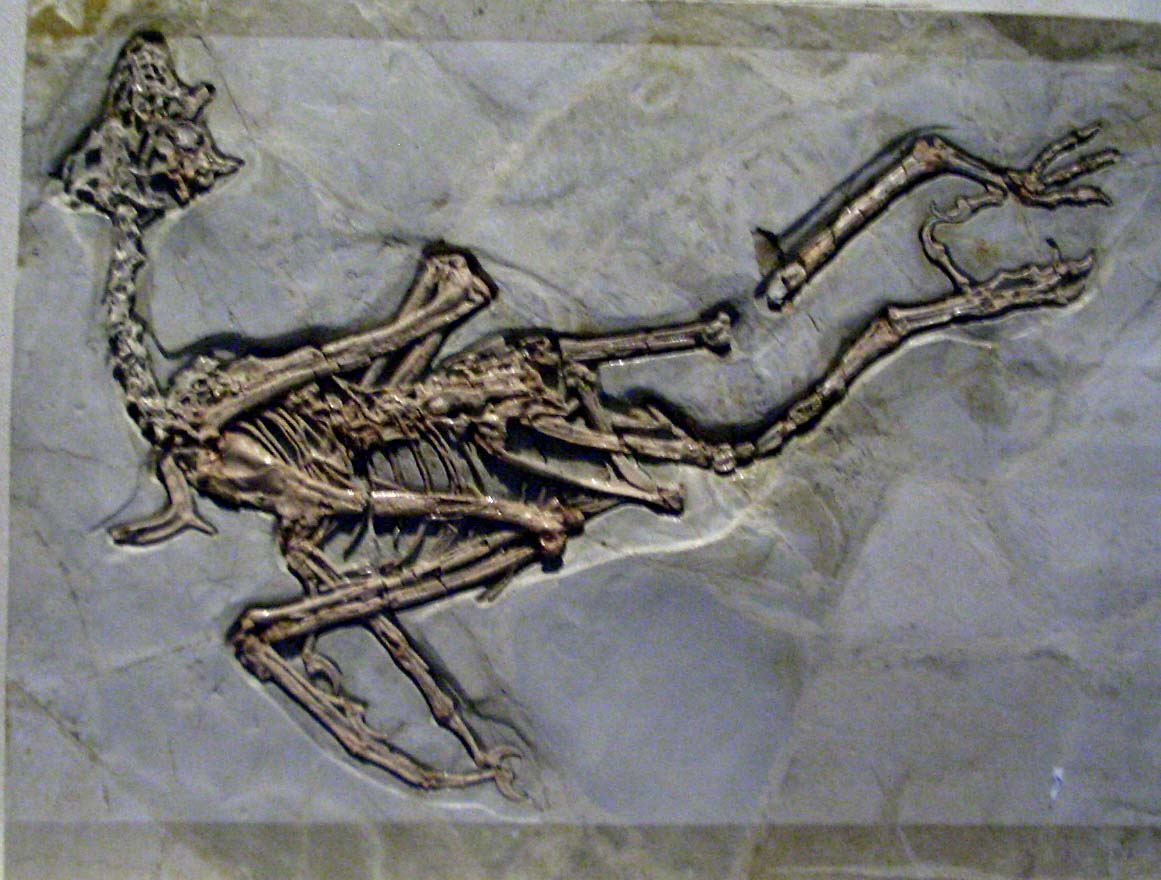
サペオルニス